# ワシリー・ツィブリエフ

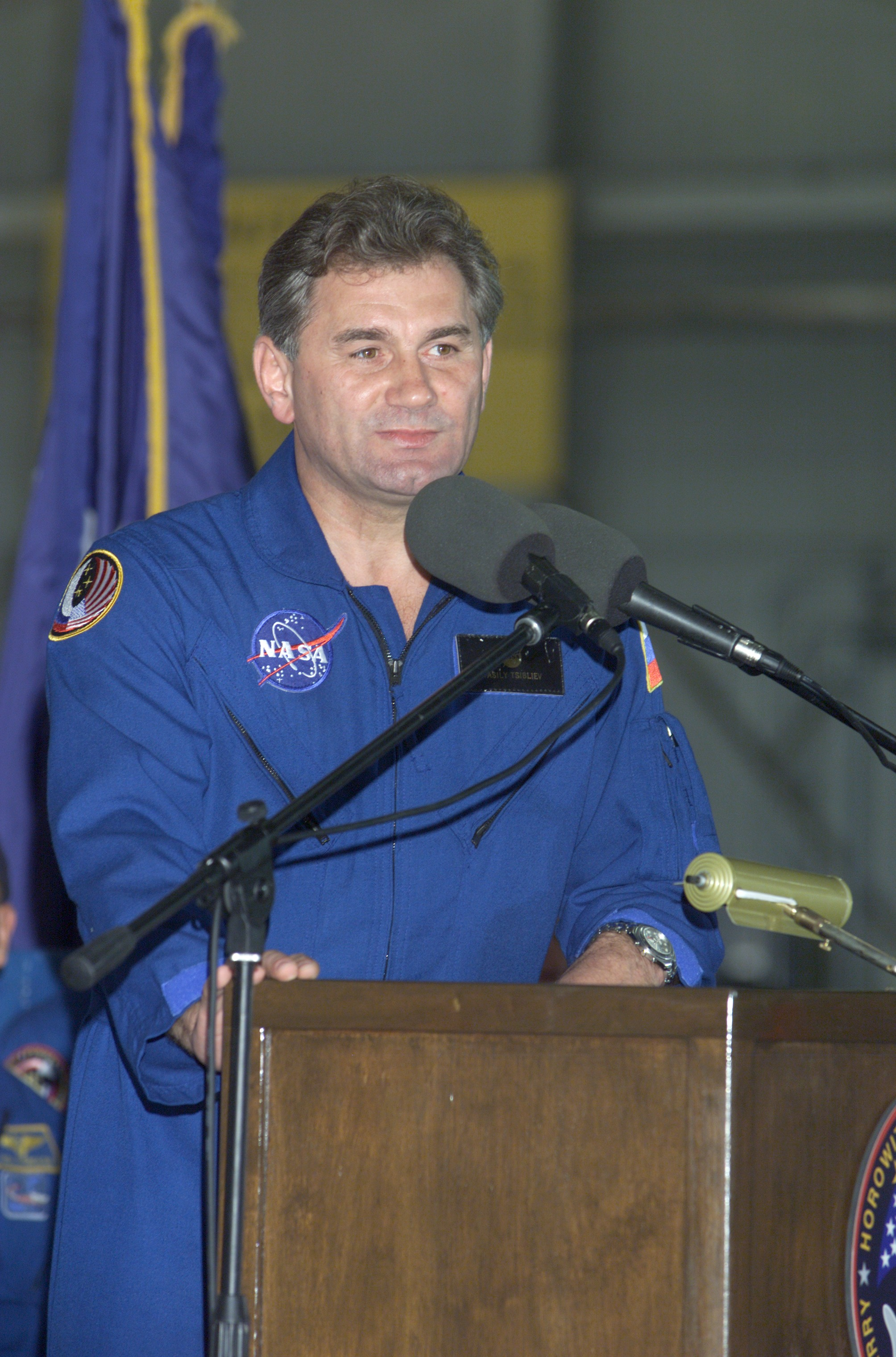
ワシリー・ツィブリエフ

ワシリー・ツィブリエフ（Vasily Vasiliyevich Tsibliyev、ロシア語:Василий Василиевич Циблиев、1954年2月20日-）は、ウクライナ系ロシア人の宇宙飛行士である。元ロシア空軍中将。ロシア連邦英雄受章。
彼は1954年2月20日にウクライナ・ソビエト社会主義共和国クリミア半島のOrekhovkaで生まれた。1987年5月26日に宇宙飛行士に選ばれ、1993年7月1日から1994年1月14日までソユーズTM-17で、1997年2月2日から1997年8月14日までソユーズTM-25でそれぞれ機長として飛行し、合計381日と15時間52分を宇宙で過ごした。1998年6月19日に引退し、現在はガガーリン宇宙飛行士訓練センターのセンター長を務めている。
ツィブリエフは既婚で子供が2人いる。
ツィブリエフは、1997年にプログレス補給船がミールに衝突した際、ミール側の責任者であった。